# کاترین پاسکه سورنسن
کاترین پاسکه سورنسن (انگلیسی: Cathrine Paaske Sørensen؛ زادهٔ ۱۴ ژوئن ۱۹۷۸) بازیکن فوتبال اهل دانمارک است.
از باشگاه‌هایی که در آن بازی کرده‌است می‌توان به باشگاه فوتبال لینشوپینگ، باشگاه فوتبال سیدنی، و باشگاه فوتبال بروندبی اشاره کرد.
وی همچنین در تیم ملی فوتبال زنان دانمارک بازی کرده‌است.